# Allison Harvard
Allison Elizabeth Harvard, född 8 januari 1988 i Houston, är en amerikansk fotomodell. Hon medverkade i tolfte säsongen av America's Next Top Model och kom då tvåa. Hon är känd för sina stora ögon. Hon har blont hår och blåa ögon och är 178 cm lång.
Hon slog igenom som störst då hon kom tvåa i America's Next Top Model. Hon har även medverkat i premiärsäsongen av "America's Next Top Model: All-Stars", även där tog hon en andraplats och på förstaplats kom Lisa D'Amato. Under hennes auditions till tolfte säsongen av America's Next Top Model hävdade Allison att hon tycker att näsblod är vackert och att blod fascinerar henne.
Före hennes framträdande på America's Next top Model var hon känd på internet under smektnamnet "creepy chan" som hon fått efter att flera av hennes bilder hade laddas upp till nätforumet "4chan" år 2005. Där många såg bilderna som motbjudande, läskiga och spännande. Vissa av dessa bilder sägs varit upplagda av henne själv, och det är även populärt bland 4chan-användare att hävda att det var tack vare dem som hon gick så pass långt som hon gjorde i America's next top model.